# Ippodromo del trotto di San Siro
L'ippodromo del trotto di San Siro era un ippodromo della città di Milano, situato nell'omonimo quartiere.

## Storia
Inaugurato nel 1925, l'impianto ha cessato l'attività il 9 maggio del 2015 quando è stato inaugurato il nuovo ippodromo del trotto La Maura.